# Muzeum statku Fram
Muzeum statku Fram (norw. Frammuseet) – muzeum poświęcone historii norweskich odkryć i wypraw polarnych położone na półwyspie Bygdøy w Oslo.

## Położenie
Muzeum znajduje się na półwyspie Bygdøy w Oslo, gdzie zlokalizowane są norweskie muzea narodowe, m.in. Norweskie Muzeum Ludowe, Muzeum Łodzi Wikingów, Norweskie Muzeum Morskie czy Muzeum Kon-Tiki.

## Historia
Muzeum zostało zbudowane w celu prezentacji statku polarnego „Fram”, który był statkiem norweskich wypraw badawczych do Arktyki i Antarktyki. „Fram” powstał w 1892 roku na zamówienie podróżnika Fridtjofa Nansena i wziął udział w trzech wielkich ekspedycjach polarnych: Fridtjofa Nansena (w latach 1893–1896), Ottona Sverdrupa (w latach 1898–1902) oraz Roalda Amundsena (w latach 1910–1912).
Po ostatniej wyprawie „Fram” dotarł do Norwegii dwa tygodnie przed wybuchem I wojny światowej w 1914 roku . Jego pobyt w tropikach doprowadził do próchnienia drewna, dlatego Amundsen na kolejną wyprawę zmuszony był zbudować nowy statek, który nazwał na cześć królowej Norwegii „Maud” .
„Fram” niszczał w Horten i po wojnie powstało wiele komitetów, które pracowały nad jego ocaleniem, jednak bez sukcesu . Gdy w 1925 roku polarnik Otto Sverdrup został wybrany przewodniczącym komitetu ds. ocalenia „Frama”, ten po wielu latach starań został odholowany do stoczni Framnæs Mekaniske Verksted w Sandefjord, gdzie został wyremontowany .
W 1934 roku Stowarzyszenie Architektów w Oslo ogłosiło konkurs architektoniczny na zaprojektowanie budynku w którym zostałby umieszczony statek . W konkursie nadesłano 60 zgłoszeń, a zwycięzcą został projekt „Saga” architekta Bjarne Tøiena . Gmach ukończono w 1936 roku i statek wciągnięto do wnętrza przy pomocy silnika elektrycznego . Uroczyste otwarcie muzeum, w obecności króla Haakona VI i księcia Olafa, miało miejsce 20 maja 1936 roku . W roku otwarcia muzeum odwiedziło 18 tys. zwiedzających .
W 2013 roku wybudowano obok drugi budynek muzeum, gdzie wystawiona została wyremontowana „Gjøa”  – pierwszy statek, który przepłynął przez Przejście Północno-Zachodnie w latach 1903–1906. Obydwa gmachy łączy przejście podziemne .
W 2018 roku muzeum zostało zmodernizowane – uroczyste otwarcie w obecności minister spraw zagranicznych Ine Marie Eriksen Søreide miało miejsce 7 maja 2018 roku.

## Zbiory
W muzeum oprócz samych statków badawczych prezentowane są dokumenty, przedmioty i pamiątki związane z historią ekspedycji polarnych na pokładzie „Gjøa” i „Maud”, wyprawy na biegun północny wodnosamolotami N24 i N25, lotu nad biegunem sterowcem „Norge” oraz ekspedycji Johna Franklina, Henry’ego Larsena i Eivinda Astrupa .

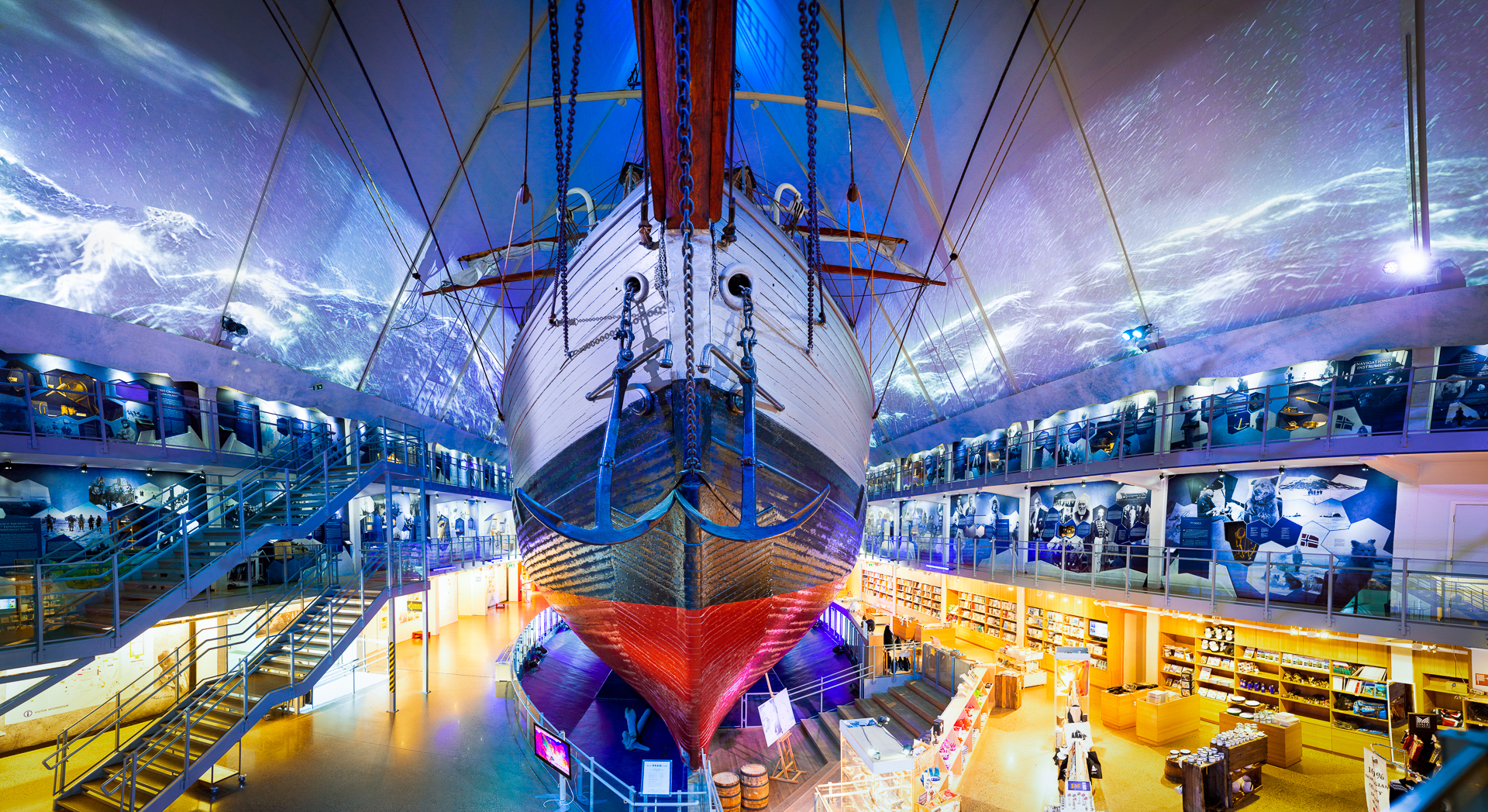
„Fram”, 2018
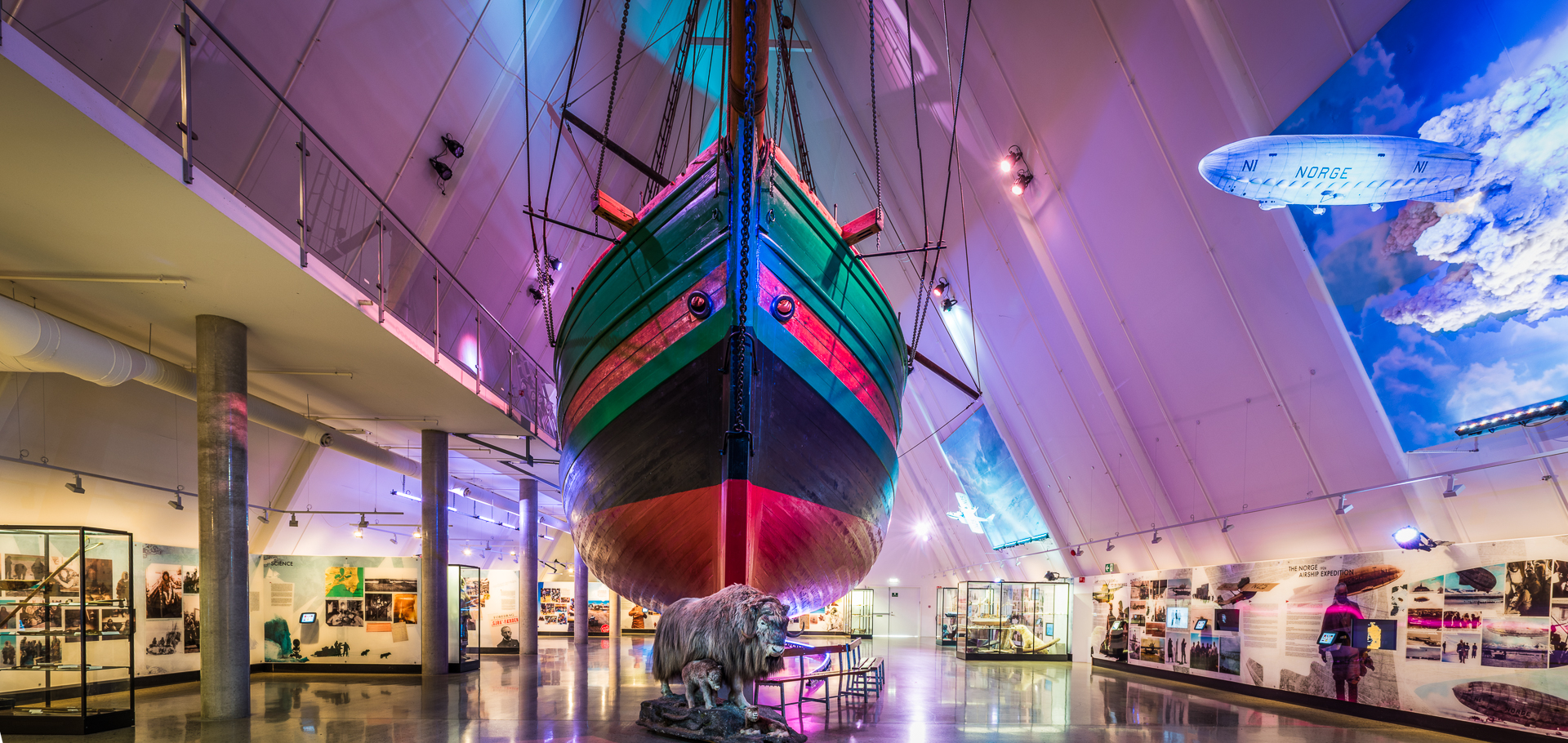
„Gjøa”, 2017